# Блиставиця
Блистави́ця — село в Україні, у Бучанській міській громаді Бучанського району Київської області.

## Географічне розташування
Село розташоване за 30 км від столиці України та 6 км від районного центру. На півдні межує з селищем Ворзель, на сході — з слищем Гостомель, на півночі — з селом Луб'янка та на південному заході — з селом Мироцьке.

## Історія
Село засноване у XV столітті. На території села та його околицях знайдено знаряддя праці кам'яної доби, виявлено слов'янський могильник X—XIII століття.
За радянських часів село зазнало Голодомору та репресій. Взимку 1929 року на загальних зборах села був утворений колгосп «Шлях правди». Першими в селі були розкуркулені чотири родини: Жмицика І. К. — сім'я із 5 осіб; Даниленка Ф. М. — 12 осіб; Демченко Ф. Т. — 4 особи; Осадчого Г. О. — 4 особи. Відтак було репресовано ще 5 родин — всього 45 осіб — всі вони були депортовані у Сибір.
У другу хвилю розкуркулень потрапили працелюбні родини Даниленків, Григорія Осадчого, Ониська Міщенка, Семена Кривенка, Луку Пархоменка, майно і землю яких було конфісковано, а самих депортовано. Відтак, почалося вилучення продуктів у менш заможних селян і весною та влітку 1933 років почався голод. Загальну кількість померлих від голоду встановити не вдалося. У середині 2000-их років у селі мешкала 81 особа. Ідентифікована одна особа — згідно зі свідченням Моргун Ф. В., 1920 р.н., записаного у 2008 році місцевим учителем Гуменюк Л. Н., від голоду померла її сестра.
За мужність і героїзм, виявлені на фронтах Другої світової війни, 98 жителів Блиставиці нагороджені орденами й медалями СРСР.
В «Історії міст і сіл Української РСР» про Блиставицю початку 1970-х було подано таку інформацію:

| Блиставиця — село, центр сільської ради, розташоване за 22 км від районного центру та 6 км від залізничної станції Буча. Населення — 1260 осіб. Сільській раді підпорядкований населений пункт Озера. На території села міститься центральна садиба колгоспу «Шлях правди», за яким закріплено 1,2 тис. га сільськогосподарських угідь, з них 1,1 тис. га орної землі. За успіхи в розвитку сільського господарства 5 колгоспників відзначені урядовими нагородами, у т. ч. доярка Кушніренко А. С. орденами Леніна і Трудового Червоного Прапора. Село має восьмирічну школу, будинок культури, бібліотеку. У 1922 році створено комсомольський осередок[2]. |
Герб села є промовистим.
12 червня 2020 року, відповідно до розпорядження Кабінету Міністрів України № 715-р «Про визначення адміністративних центрів та затвердження територій територіальних громад Київської області», Блиставицька сільська рада об'єднана з Бучанською міською громадою.
19 липня 2020 року, в результаті адміністративно-територіальної реформи та ліквідації Бородянського району, село увійшло до складу новоутвореного Бучанського району.
Російське вторгнення в Україну (2022)
24 лютого 2022 року російські окупанти висадились поблизу гостомельського аеропорту, на вулиці Котовського  (нині — вул. Михайла Грушевського) окупантами був нанесений авіаційний удар по колоні ЗСУ, що прямувала до аеропорту, загинуло 16 солдатів. В ніч на 25 лютого в селі, внаслідок обстрілів, загорівся будинок, пожежники, які приїхали на місце були розстріляні кадирівцями.
26 лютого, вранці, в село зайшла колона окупантів, і окупувала його.
1 квітня 2022 року село звільнене від російських окупантів[джерело?]. 

## Населення
За переписом УРСР 1989 року чисельність наявного населення села становила 1191 особа, з яких 537 чоловіків та 654 жінки.
За переписом населення України 2001 року в селі мешкала 1161 особа.

### Мова
Розподіл населення за рідною мовою за даними перепису 2001 року:
| Мова       | Відсоток |
| ---------- | -------- |
| українська | 94,62 %  |
| російська  | 4,95 %   |
| білоруська | 0,17 %   |
| болгарська | 0,09 %   |
| вірменська | 0,09 %   |

## Соціальна сфера
- Середня загальноосвітня школа.
- Будинок культури.
- Бібліотека.
- Церкву.
- Амбулаторія.
- Дитячий дошкільний заклад.

## Котеджне містечко
В селі розташоване закрите котеджне містечко  «Полісся-2006». Містечко оточене високим парканом, охороняється приватною охороною, має власних електриків та сантехніків. У цьому містечку розташована ділянка народного депутата України Андрія Клочка.

## Відомі особи
Уродженці села:
- Католиченко В. А. — кандидат технічних наук
- Леоненко П. С. — кандидат економічних наук
- Руденко Ніна Миколаївна — кандидат історичних наук
- Тарасенко О. О. — кандидат сільськогосподарських наук